# Jermaine Hue
Jermaine Chistopher Hue (ur. 15 czerwca 1978 w Morant Bay) – jamajski piłkarz grający na pozycji ofensywnego pomocnika. Od 2007 roku jest zawodnikiem klubu Harbour View.

## Kariera klubowa
Karierę piłkarską Hue rozpoczął w klubie Harbour View ze stolicy kraju Kingston. W 1997 roku zadebiutował w jego barwach w jamajskiej Premier League. W 2000 roku wywalczył z Harbour View mistrzostwo Jamajki. Z klubem tym zdobył też JFF Champions Cup w latach 1998, 2001 i 2002 oraz CFU Club Championship w 2004 roku.
W 2004 roku Hue przeszedł do zespołu W Connection z Trynidadu i Tobago. W 2005 roku odszedł z niego do grającego w Major League Soccer, Kansas City Wizards. W amerykańskiej lidze przez półtora roku rozegrał 5 meczów. W połowie 2006 roku trafił do szwedzkiego drugoligowca, Mjällby AIF.
Na początku 2007 roku Hue wrócił do Harbour View. W latach 2007 i 2010 wywalczył mistrzostwo kraju. W 2007 roku wygrał też CFU Club Championship.

## Kariera reprezentacyjna
W reprezentacji Jamajki Hue zadebiutował w 2000 roku. W 2005 roku został powołany do kadry na Złoty Puchar CONCACAF 2005. Na tym turnieju zagrał w 4 meczach: z Gwatemalą (4:3 i gol), z Republiką Południowej Afryki (3:3 i gol), z Meksykiem (0:1) oraz w ćwierćfinale ze Stanami Zjednoczonymi (1:3). W 2005 roku wygrał z Jamajką Puchar Karaibów. Od 2000 do 2008 roku rozegrał w kadrze narodowej 34 mecze i strzelił 12 goli.